# 딸기
딸기(영어: strawberry 또는 garden strawberry, 학명: Fragaria × ananassa)는 장미과 딸기속에 속하는 과채류이다. 산딸기, 뱀딸기, 야생딸기 등과 재배하는 딸기로 구분된다. 꽃말은 애정, 우애, 우정, 존중 등이다.

## 역사
최초의 정원 딸기는 18세기 말 프랑스 브르타뉴반도에서 경작되었다. 그 이전까지는 야생딸기 및 야생딸기의 선별된 경작종들이 일반적이었다.

### 신화
신화에 따르면, 북유럽 신화의 여신 프리그에게 바쳤다고도 한다. 기독교 시대가 된 후엔 성모 마리아에게 바쳤다고 하는데, 천국의 문을 찾아온 사람이 입이나 손에 딸기즙을 묻힌 상태면 신성한 딸기를 훔쳐 먹은 것으로 간주하여, 지옥으로 보낸다고 한다. 천국에 초대받은 아이들은 지상으로 돌아올 때 머리에 딸기 꼭지가 생긴다고 한다.

## 품종
휴면하는 정도에 따라 한지형·난지형·중간형으로 나눈다. 난지형에는 거의 휴면하지 않고 촉성재배용으로 많이 쓰이는 사계성 복우 등이 있으며, 한지형에는 휴면이 매우 길고 노지 재배용으로 쓰이는 노스웨스트와 대학 1호가 있다. 중간형은 한지형과 난지형의 중간 정도의 휴면성을 나타내는데, 한국에서 많이 재배되고 있는 보교조생·행옥 등이 포함된다. 한국의 야생종 딸기에는 땃딸기, 흰땃딸기, 뱀딸기, 겨울딸기, 산딸기, 장딸기, 줄딸기, 멍석딸기 등이 있다.

## 재배
딸기는 호냉성 열매채소(외형으로는 과일이지만)이기 때문에 냉량한 기후에 강하다. 생육에 적당한 온도는 17~20℃이며, 토양은 배수가 잘되고 수분을 알맞게 지닌 참흙이 좋다. 재배 방법은 매년 가을에 새 모종을 심어 1번 수확하는 1년식 재배와, 1번 모종을 심고 수년간 수확을 계속하는 다년식 재배 방법이 있다. 1년식 재배는 따뜻한 지방에서 촉성재배 또는 반촉성재배를 할 때 쓰이는 방법으로서 고품질의 과실을 생산한다. 추운 지방에서는 주로 3~4년 수확을 계속하는 다년식 재배방법을 많이 이용하고 있다. 이 재배방식에서는 2~3년째가 수확량도 많고 품질도 좋다. 시설재배에서는 1년식 재배를 하지만, 노지재배에서는 다년식 재배가 많다. 모종을 뜨기 위한 딸기밭은 수확이 끝난 다음 2줄로 1줄씩 솎아내고, 포기 사이도 넓혀 거름을 충분히 주고, 나오는 포복지를 알맞게 배치하여 모종을 기른다. 아주 심는 시기는 9월 하순부터 10월 상순이 적기이다.

## 이용
12월 상순부터 6월 상순까지 신선한 딸기가 출하된다. 생딸기는 딸기를 물로 씻은 후 그대로 먹거나 또는 설탕과 우유를 넣어서 먹어도 좋다. 쇼트케이크, 샐러드에도 이용된다. 냉동 이용 방법은 물로 씻은 후 영하 1℃에서 하루 정도 차게 하고, 여기에 설탕 30~40%를 넣고 동결시켜 영하 20℃로 저장한다. 이것은 그대로 이용할 수 있으며 또한 가공 원료로도 쓰이고 냉동 수송에도 적합하다. 잼이나 프리즈업으로도 많이 이용된다.

### 요리
| - 레드 벨벳 케이크 - 마멀레이드 - 밀크셰이크 - 스무디 | - 아이스크림 - 요러브 - 잼 - 크레페 | - 타르트 - 팬케이크 - 푸딩 - 홍차 |

## 영양분
딸기는 100 g에 35 Kcal의 열량을 내며 탄수화물 8.3 g, 칼슘 17 ㎎, 인 28 ㎎, 나트륨 1 ㎎이 들어 있고, 비타민은 카로틴 6 ㎍, 비타민C 80 ㎎, B1과 B2 0.05 ㎎ 등이 들어 있다.

## 생산과 무역

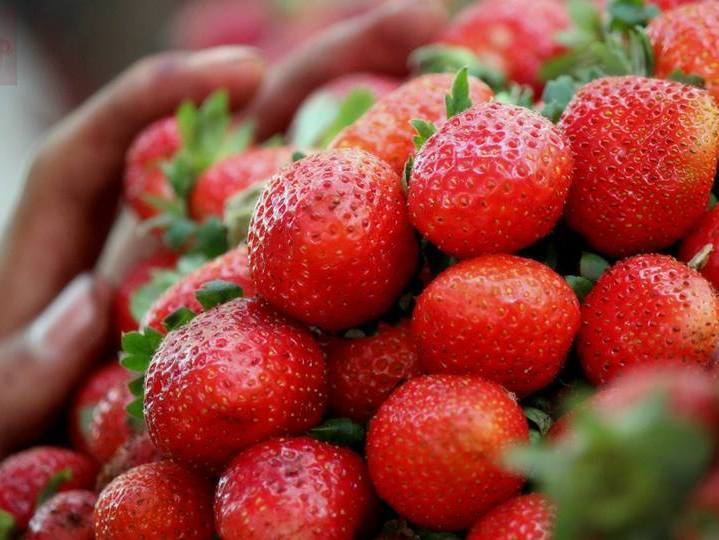
마하발레쉬와르에서 딸기가 판매되고 있다.

### 주요 국가별 생산량
2007년 기준, 세계 10대 딸기 생산 국가와 그 생산량은 다음과 같다.
| 국가     | 생산량(단위:톤) | 국가   | 생산량(단위:톤) |
| -------- | --------------- | ------ | --------------- |
| 미국     | 1,115,000       | 폴란드 | 168,200         |
| 러시아   | 324,000         | 멕시코 | 160,000         |
| 스페인   | 263,900         | 독일   | 153,000         |
| 튀르키예 | 239,076         | 이집트 | 104,000         |
| 일본     | 193,000         | 모로코 | 100,000         |

### 대한민국
- 한국 내 생산량 통계는 2016년 191,218톤이고 이 중에서 경상남도 85,110톤, 충청남도 33,498톤, 전라남도 25,594톤 순이다.
- 한국의 수출 통계 - 2017년 기준. 홍콩, 싱가포르, 태국, 말레이시아가 전체 수출량의 91%를 차지하고 있으며 각국가 수입량의 30%이상의 점유율을 차지하고 있다. 수출량은 '17 전체 생산량 대비 약 2%이다. 2017년 수출 실적은 43,988(천불)으로 집계된다.[7]
- 한국의 수입 통계 - 2003년 1,847톤 '93년에 비해 4.1배 증가하였다. 수입이 증가하는 이유는 중국산 냉동딸기로 총수입량의 68%를 차지한다. 향후 냉동딸기 수입량의 거의 대부분을 중국산이 차지할 것으로 보인다.[8]

## 같이 보기
- 파인베리
- 버찌
- 앵두